# Persone di nome Leon
| Questa pagina contiene informazioni ricavate automaticamente dalle voci biografiche con l'ausilio del template Bio e di un bot. L'aggiornamento è periodico e automatico e ricostruisce completamente la pagina. Se manca una persona in questa lista, sei pregato di non aggiungerla, ma accertati piuttosto che la sua voce biografica contenga il template Bio e che i dati anagrafici siano correttamente compilati. Se il template Bio manca, inseriscilo tu stesso o, in alternativa, metti l'avviso {{tmp\|Bio}} che ne segnala la mancanza. Se i dati riportati sono sbagliati, correggi direttamente la voce biografica; le modifiche saranno visibili in questa lista entro pochi giorni. Per chiarimenti vedi il progetto antroponimi. La lista contiene solo le 156 persone che sono citate nell'enciclopedia e per le quali è stato implementato correttamente il template Bio. Pagina aggiornata al 6 ago 2025. |

Questa è una lista di persone presenti nell'enciclopedia che hanno il nome Leon, suddivise per attività principale.

## Allenatori di calcio(1)
- Leon Britton, allenatore di calcio, dirigente sportivo e ex calciatore inglese (Londra, n. 1982)

## Anarchici(1)
- Leon Czolgosz, anarchico statunitense (Alpena, n. 1873 - Auburn, † 1901)

## Archeologi(1)
- Leon Kozłowski, archeologo e politico polacco (Rembieszyce, n. 1892 - Berlino, † 1944)

## Architetti(2)
- Leon Battista Alberti, architetto, scrittore e matematico italiano (Genova, n. 1404 - Roma, † 1472)
- Leon Suzin, architetto polacco (Varsavia, n. 1901 - Varsavia, † 1976)

## Artisti marziali misti(1)
- Leon Edwards, artista marziale misto giamaicano (Kingston, n. 1991)

## Astronomi(1)
- Leon Campbell, astronomo statunitense (Cambridge, n. 1881 - Cambridge, † 1951)

## Attori(14)
- Leon Ames, attore statunitense (Portland, n. 1902 - Los Angeles, † 1993)
- Leon Askin, attore austriaco (Vienna, n. 1907 - Vienna, † 2005)
- Leon Belasco, attore russo (Odessa, n. 1902 - Orange, † 1988)
- Leon Boden, attore, regista e doppiatore tedesco (Kiel, n. 1958 - † 2020)
- Leon Epp, attore e regista austriaco (Vienna, n. 1905 - Eisenstadt, † 1968)
- Leon Errol, attore e regista australiano (Sydney, n. 1881 - Hollywood, † 1951)
- Leon Greene, attore e basso britannico (East Ham, n. 1931 - † 2021)
- Leon Herbert, attore britannico (Georgetown, n. 1955)
- Leon Lai, attore e cantante cinese (Pechino, n. 1966)
- Leon Rippy, attore statunitense (Rock Hill, n. 1949)
- Leon Russom, attore statunitense (Little Rock, n. 1941)
- Leon Seidel, attore tedesco (Colonia, n. 1996)
- Leon Wessel-Masannek, attore tedesco (Monaco di Baviera, n. 1992)
- Leon Jay Williams, attore e cantante singaporiano (Singapore, n. 1976)

## Bassi-baritoni(1)
- Leon Lishner, basso-baritono e insegnante statunitense (New York, n. 1913 - Seattle, † 1995)

## Bassisti(1)
- Leon Wilkeson, bassista statunitense (Newport, n. 1952 - Ponte Vedra Beach, † 2001)

## Batteristi(1)
- Leon Cave, batterista britannico (Northwich, n. 1978)

## Calciatori(31)
- Leon Andreasen, ex calciatore danese (Aidt, n. 1983)
- Leon Avdullahu, calciatore svizzero (Solothurn, n. 2004)
- Leon Bailey, calciatore giamaicano (Kingston, n. 1997)
- Leon Barnett, ex calciatore inglese (Luton, n. 1985)
- Leon Belcar, calciatore croato (Varaždin, n. 2002)
- Leon Benko, ex calciatore croato (Varaždin, n. 1983)
- Leon Best, ex calciatore irlandese (Nottingham, n. 1986)
- Leon Broekhof, ex calciatore olandese (Brummen, n. 1988)
- Leon Clarke, ex calciatore inglese (Wolverhampton, n. 1985)
- Leon Cort, ex calciatore inglese (Southwark, n. 1979)
- Leon Črnčič, calciatore sloveno (n. 1990)
- Leon Dajaku, calciatore tedesco (Waiblingen, n. 2001)
- Leon Flach, calciatore statunitense (Humble, n. 2001)
- Leon Goretzka, calciatore tedesco (Bochum, n. 1995)
- Leon Guwara, calciatore tedesco (Colonia, n. 1996)
- Leon Jensen, calciatore tedesco (Berlino, n. 1997)
- Leon Jessen, ex calciatore danese (Brande, n. 1986)
- Leon Johnson, ex calciatore grenadino (Londra, n. 1981)
- Leon Kantelberg, ex calciatore olandese (Eindhoven, n. 1978)
- Leon Klassen, calciatore tedesco (Bad Neuenahr-Ahrweiler, n. 2000)
- Leon de Kogel, ex calciatore olandese (Alphen aan den Rijn, n. 1991)
- Leon Kreković, calciatore croato (Tenin, n. 2000)
- Khamis Leyano, calciatore sudsudanese (Wau, n. 1987)
- Leon Musaev, calciatore russo (San Pietroburgo, n. 1999)
- Leon Osman, ex calciatore inglese (Billinge Higher End, n. 1981)
- Leon Panikvar, ex calciatore sloveno (Maribor, n. 1983)
- Leon Sperling, calciatore polacco (Cracovia, n. 1900 - Ghetto di Leopoli, † 1941)
- Leon King, calciatore scozzese (Glasgow, n. 2004)
- Leon Whittaker, calciatore britannico (n. 1985)
- Leon ter Wielen, calciatore olandese (Raalte, n. 1988)
- Leon van den Hoven, calciatore neozelandese (Auckland, n. 2000)

## Canoisti(1)
- Leon Rotman, ex canoista rumeno (Bucarest, n. 1934)

## Cantanti(3)
- Lee DeWyze, cantante statunitense (Mount Prospect, n. 1986)
- Leon Jackson, cantante scozzese (Whitburn, n. 1988)
- Leon Ware, cantante, produttore discografico e paroliere statunitense (Detroit, n. 1940 - Marina del Rey, † 2017)

## Cantautori(2)
- Kix Brooks, cantautore statunitense (Shreveport, n. 1955)
- Leon Thomas III, cantautore, produttore discografico e attore statunitense (New York, n. 1993)

## Cestisti(14)
- Leon Benbow, ex cestista statunitense (Columbia, n. 1950)
- Leon Blevins, cestista e allenatore di pallacanestro statunitense (Black Oak, n. 1926 - Phoenix, † 1987)
- Leon Brown, cestista statunitense (Hastings, n. 1919 - Culver City, † 1990)
- Leon Douglas, ex cestista e allenatore di pallacanestro statunitense (Leighton, n. 1954)
- Leon Gauchat, cestista statunitense (New York, n. 1921 - Kenmore, † 1971)
- Leon Kratzer, cestista tedesco (Bayreuth, n. 1997)
- Leon Powe, ex cestista statunitense (Oakland, n. 1984)
- Leon Radošević, cestista croato (Sisak, n. 1990)
- Leon Rodgers, ex cestista statunitense (Columbus, n. 1980)
- Leon Smith, ex cestista statunitense (Chicago, n. 1980)
- Leon Tolksdorf, ex cestista tedesco (Berlino, n. 1993)
- Leon Trimmingham, ex cestista americo-verginiano (n. 1971)
- Leon Williams, cestista statunitense (Baltimora, n. 1986)
- Leon Williams, cestista olandese (Amersfoort, n. 1991)

## Ciclisti su strada(2)
- Leon Heinschke, ex ciclista su strada tedesco (Francoforte sull'Oder, n. 1999)
- Léon Lhoest, ciclista su strada e pistard belga (Liegi, n. 1868 - Liegi, † 1935)

## Clarinettisti(1)
- Leon Roppolo, clarinettista statunitense (Lutcher, n. 1902 - New Orleans, † 1943)

## Compositori(2)
- Leon Jessel, compositore tedesco (Stettino, n. 1871 - Berlino, † 1942)
- Leon Kirchner, compositore statunitense (New York, n. 1919 - New York, † 2009)

## Danzatori(1)
- Leon Danielian, ballerino e coreografo statunitense (New York, n. 1920 - Canaan, † 1997)

## Direttori d'orchestra(1)
- Leon Botstein, direttore d'orchestra svizzero (Zurigo, n. 1946)

## Direttori della fotografia(1)
- Leon Shamroy, direttore della fotografia statunitense (New York, n. 1901 - Los Angeles, † 1974)

## Drammaturghi(1)
- Leon Kobrin, drammaturgo e traduttore russo (Vicebsk, n. 1873 - New York, † 1946)

## Filologi(1)
- Leon Sternbach, filologo classico e bizantinista polacco (Drohobyč, n. 1864 - campo di concentramento di Sachsenhausen, † 1940)

## Fisici(3)
- Léon Brillouin, fisico francese (Sèvres, n. 1899 - New York, † 1969)
- Leon Cooper, fisico statunitense (New York, n. 1930 - Providence, † 2024)
- Leon Max Lederman, fisico statunitense (New York, n. 1922 - Rexburg, † 2018)

## Generali(2)
- Leon William Johnson, generale e aviatore statunitense (Columbia, n. 1904 - Fairfax, † 1997)
- Leon Rupnik, generale jugoslavo (Loqua, n. 1880 - Lubiana, † 1946)

## Geografi(1)
- Leon Barszczewski, geografo, etnografo e militare polacco (Varsavia, n. 1849 - Częstochowa, † 1910)

## Ginnasti(1)
- Leon Štukelj, ginnasta jugoslavo (Novo Mesto, n. 1898 - Maribor, † 1999)

## Giocatori di baseball(2)
- Leon Day, giocatore di baseball statunitense (Alexandria, n. 1916 - Baltimora, † 1995)
- Goose Goslin, giocatore di baseball statunitense (Salem, n. 1900 - Bridgeton, † 1971)

## Giocatori di football americano(7)
- Leon Gray, giocatore di football americano statunitense (Olive Branch, n. 1951 - Boston, † 2001)
- Leon Hall, giocatore di football americano statunitense (Vista, n. 1984)
- Leon Hart, giocatore di football americano statunitense (Pittsburgh, n. 1928 - South Bend, † 2002)
- Leon McFadden, ex giocatore di football americano statunitense (Bellflower, n. 1990)
- Leon Searcy, ex giocatore di football americano statunitense (Washington, n. 1969)
- Leon Simioni, giocatore di football americano svizzero (n. 1999)
- Leon Washington, giocatore di football americano statunitense (Jacksonville, n. 1983)

## Giornalisti(1)
- Leon Rodal, giornalista polacco (Kielce, n. 1913 - Varsavia, † 1943)

## Giuristi(1)
- Leon Petrażycki, giurista, filosofo e sociologo polacco (Governatorato di Vitebsk, n. 1867 - Varsavia, † 1931)

## Golfisti(1)
- Leon Hazelton, golfista statunitense (Granville, n. 1876 - Pittsfield, † 1948)

## Hockeisti su ghiaccio(2)
- Leon Draisaitl, hockeista su ghiaccio tedesco (Colonia, n. 1995)
- Leon Tuck, hockeista su ghiaccio statunitense (Winchester, n. 1891 - Boston, † 1953)

## Imprenditori(1)
- Leon Hefflin Sr., imprenditore, dirigente d'azienda e manager statunitense (Palestine, n. 1898 - † 1975)

## Inventori(1)
- Leon Battista Gaburri, inventore italiano (Ostiano, n. 1913 - Alassio, † 1994)

## Logici(1)
- Leon van der Torre, logico e informatico olandese (Rotterdam, n. 1968)

## Militari(1)
- Leon Suryn, militare e aviatore polacco (Oraniebaum, n. 1908 - Yarra Junction, † 1985)

## Navigatori(1)
- Leon Pancaldo, navigatore italiano (Savona, n. 1482 - Rio de la Plata, † 1540)

## Pallanuotisti(2)
- Leon Ferguson, pallanuotista australiano (Sydney, n. 1923 - Sydney, † 1989)
- Leon Nahon, ex pallanuotista sudafricano (Firenze, n. 1938)

## Partigiani(1)
- Leon Feldhendler, partigiano polacco (Turobin, n. 1910 - Lublino, † 1945)

## Pianisti(1)
- Leon Fleisher, pianista e direttore d'orchestra statunitense (San Francisco, n. 1928 - Baltimora, † 2020)

## Piloti motociclistici(2)
- Leon Camier, pilota motociclistico britannico (Ashford, n. 1986)
- Leon Haslam, pilota motociclistico britannico (Ealing, n. 1983)

## Pistard(1)
- Leon Rohde, pistard e ciclista su strada tedesco (Amburgo, n. 1995)

## Pittori(4)
- Leon Botha, pittore, produttore discografico e disc jockey sudafricano (Città del Capo, n. 1985 - Città del Capo, † 2011)
- Leon Dabo, pittore statunitense (Parigi, n. 1864 - New York, † 1960)
- Leon Kossoff, pittore britannico (Islington, n. 1926 - Londra, † 2019)
- Leon Wyczółkowski, pittore polacco (Huta Miastowska, n. 1852 - Varsavia, † 1936)

## Politici(5)
- Leon Benzaquen, politico e medico marocchino (Tangeri, n. 1928 - Casablanca, † 1977)
- Leon Brittan, politico e avvocato britannico (Londra, n. 1939 - Londra, † 2015)
- Leon Panetta, politico e ex militare statunitense (Monterey, n. 1938)
- Bill Paxon, politico statunitense (Akron, n. 1954)
- Leon Schlumpf, politico svizzero (Felsberg, n. 1925 - Coira, † 2012)

## Produttori cinematografici(1)
- Leon Schlesinger, produttore cinematografico e animatore statunitense (Filadelfia, n. 1884 - Los Angeles, † 1949)

## Psicologi(2)
- Leon Festinger, psicologo e sociologo statunitense (New York, n. 1919 - New York, † 1989)
- Leon J. Kamin, psicologo statunitense (Taunton, n. 1927 - † 2017)

## Pugili(1)
- Leon Spinks, pugile statunitense (Saint Louis, n. 1953 - Henderson, † 2021)

## Rabbini(1)
- Leone Modena, rabbino italiano (Venezia, n. 1571 - Venezia, † 1648)

## Rapper(1)
- Leon Faun, rapper e attore italiano (Fiumicino, n. 2001)

## Registi(6)
- Leon De La Mothe, regista, attore e sceneggiatore statunitense (New Orleans, n. 1880 - Woodland Hills, † 1942)
- Leon Gast, regista, sceneggiatore e montatore statunitense (Jersey City, n. 1936 - Woodstock, † 2021)
- Leon Hirszman, regista, sceneggiatore e produttore cinematografico brasiliano (Rio de Janeiro, n. 1937 - Rio de Janeiro, † 1987)
- Leon Ichaso, regista cubano (L'Avana, n. 1948 - Los Angeles, † 2023)
- Leon Nikolaevič Saakov, regista sovietico (Gyumri, n. 1909 - Mosca, † 1988)
- Leon Schiller, regista polacco (Cracovia, n. 1887 - Varsavia, † 1954)

## Rugbisti a 13(1)
- Scott Quinnell, rugbista a 13, rugbista a 15 e giornalista britannico (Swansea, n. 1972)

## Rugbisti a 15(1)
- Leon MacDonald, ex rugbista a 15 e allenatore di rugby a 15 neozelandese (Blenheim, n. 1977)

## Scacchisti(1)
- Leon Luke Mendonca, scacchista indiano (Goa, n. 2006)

## Scrittori(3)
- Leon Garfield, scrittore e sceneggiatore britannico (Brighton, n. 1921 - Londra, † 1996)
- Leon Uris, scrittore e sceneggiatore statunitense (Baltimora, n. 1924 - Long Island, † 2003)
- Leon de Winter, scrittore olandese ('s-Hertogenbosch, n. 1954)

## Slittinisti(1)
- Leon Felderer, slittinista italiano (Latzfons, n. 2000)

## Snowboarder(3)
- Leon Gütl, snowboarder tedesco (n. 2001)
- Leon Ulbricht, snowboarder tedesco (Sonthofen, n. 2004)
- Leon Vockensperger, snowboarder tedesco (Rosenheim, n. 1999)

## Storici(1)
- Leon Litwack, storico statunitense (Santa Barbara, n. 1929 - Berkeley, † 2021)

## Teologi(1)
- Leon J. Wood, teologo e biblista statunitense (n. 1918 - † 1977)

## Tuffatori(1)
- Leon Taylor, tuffatore britannico (Cheltenham, n. 1977)

## Vescovi cattolici(1)
- Leon Wetmański, vescovo cattolico polacco (Żuromin, n. 1886 - Działdowo, † 1941)

## Vescovi vetero-cattolici(1)
- Leon Grochowski, vescovo vetero-cattolico polacco (Skupie, n. 1886 - † 1969)

## Violinisti(1)
- Dajos Béla, violinista e direttore d'orchestra ucraino (Kiev, n. 1897 - La Falda, † 1978)

## Wrestler(1)
- Big Van Vader, wrestler statunitense (Lynwood, n. 1955 - Denver, † 2018)